# Райхард, Иоганн Якоб
Иоганн Якоб Райхард (нем. Johann Jakob Reichard; 1743—1782) — немецкий ботаник.

## Биография
Иоганн Якоб Райхард родился 7 августа 1743 года в немецком городе Франкфурт в семье Иоганна Фалентина Райхарда. Начальное образование получил в школе в своём родном городе, в 1764 году поступил в Гёттингенский университет, где учился философии, биологии и, затем, медицине. Здесь он находился под влиянием профессора Ю. А. Муррая, нередко сопровождал его во время геологических и ботанических поездок. В апреле 1768 года Якоб получил степень доктора медицины и стал работать врачом во Франкфурте-на-Майне. В 1773 году Райхард стал смотрителем библиотеки и ботанического сада Сенкенбергского общества. С 1779 года он работал в городской больнице. Райхард скончался 21 января 1782 года.
В 1777 году Райхард подготовил 7-е издание книги К. Линнея Genera plantarum. В него он включил не только текст Линнея, но и несколько собственных ботанических описаний.
Гербарий Иоганна Якоба Райхарда был передан Сенкенбергскому обществу и в настоящее время хранится в Сенкенбергском институте и музее природы во Франкфурте (FR).

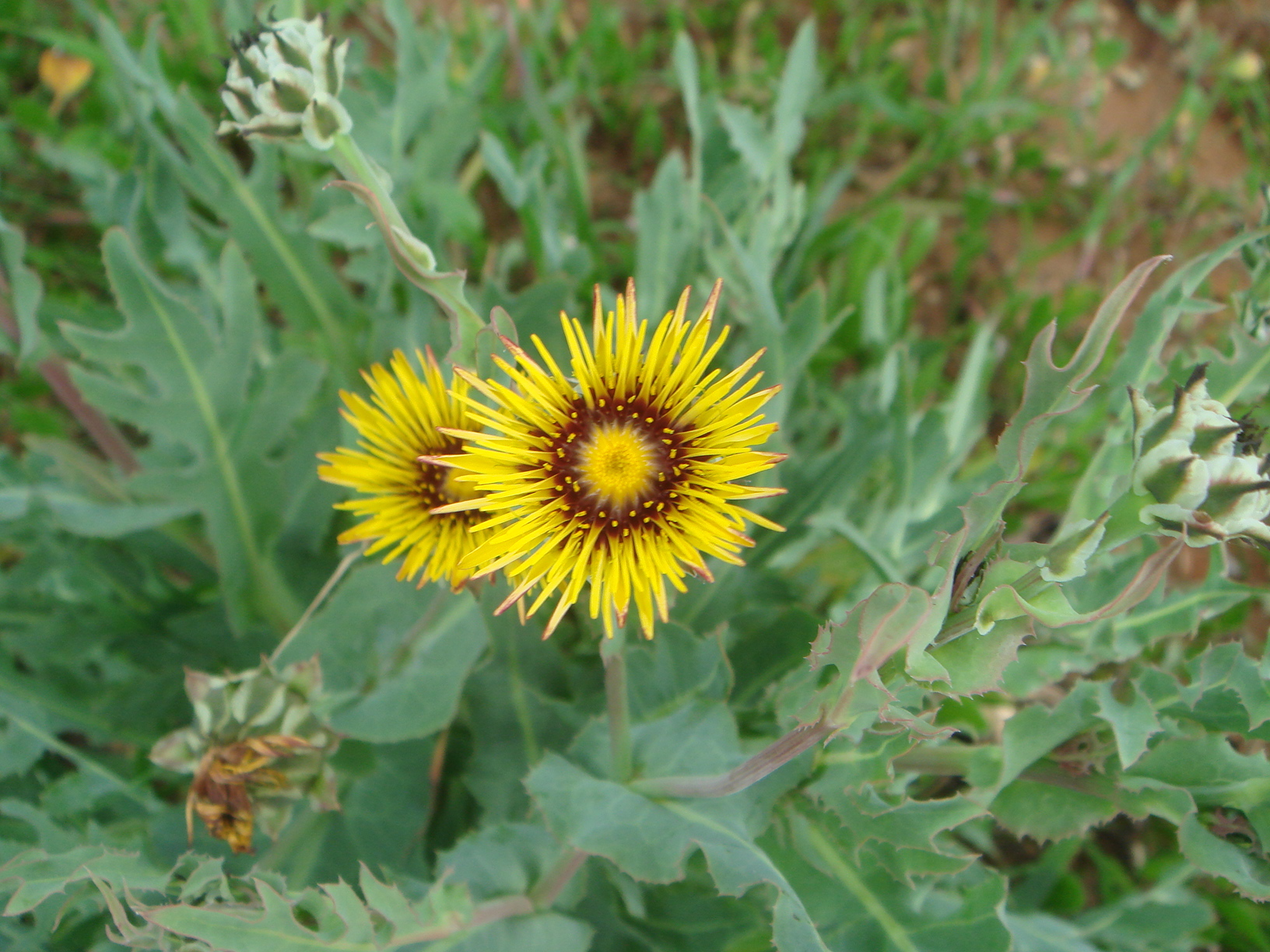
Reichardia gaditana

## Некоторые научные работы
- Reichard, J.J. (1772—1778). Flora moeno-francofurtiana. 2 vols.
- Reichard, J.J. (1777). Genera plantarum. Ed. 7., 571 p.
- Reichard, J.J. (1779—1780). Systema plantarum. 4 parts.
- Reichard, J.J. (1782). Sylloge opusculorum botanicorum. 182 p.
- Reichard, J.J. (1782). Enumeratio stirpi horti botanici senckenbergiani. 68 p.

## Роды, названные в честь И. Я. Райхарда
- Reichardia Roth, 1787
- Reichardia Roth, 1800, nom. illeg. [syn.  Maurandya Ortega, 1797, nom. nov.]
- Reichardia Roth, 1821, nom. illeg. [syn.  Pterolobium R.Br. ex Wight & Arn., 1832, nom. cons.]